# Javaanse kruiplijster
De Javaanse kruiplijster (Pomatorhinus montanus) is een zangvogel uit de familie Timaliidae (timalia’s) die voorkomt op Java en Bali.

## Kenmerken
De Javaanse kruiplijster is 20 cm lang. Deze vogel heeft een gele tot hoornkleurige, vrij lange, omlaag gebogen snavel. Van boven is de vogel donker, kastanjekleurig bruin, de vleugels en staart zijn donkerder, bijna zwart. Kenmerkend is de zwarte kop, met een opvallende lang witte wenkbrauwstreep. De borst en buik zijn wit, de anaalstreek is weer kastanjebruin.

## Leefwijze
Deze vogel leeft hoofdzakelijk van insecten, die hij in de strooisellaag of in rotsspleten zoekt.

## Verspreiding en leefgebied
Deze vogel komt voor in de bergen van Java en bali en telt twee ondersoorten:
- P. m. montanus: westelijk en centraal Java.
- P. m. ottolanderi: oostelijk Java en Bali.

Het is een vogel van tropisch en submontaan bos, meestal tussen de 450 en 750 m boven de zeespiegel.

## Status
De grootte van de populatie is niet gekwantificeerd maar de soort wordt omschreven als plaatselijk zeldzaam. Eerder was deze vogel vrij algemeen maar de aantallen zijn sterk gedaald door illegale vangsten voor de kooivogelhandel. Op de Rode lijst van de IUCN heeft deze soort de status kwetsbaar.

## Foto's

Uit de San Diego Zoo
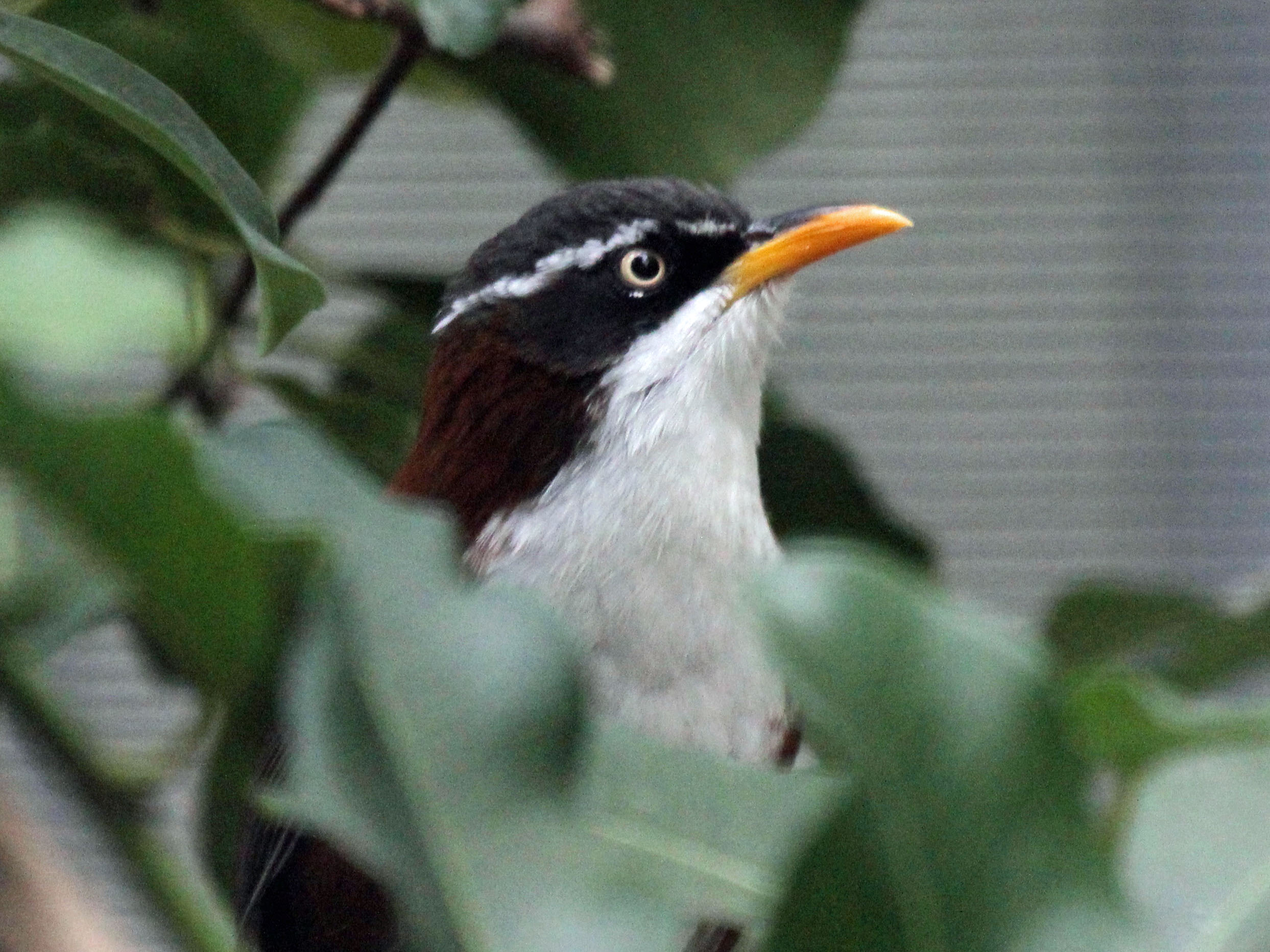
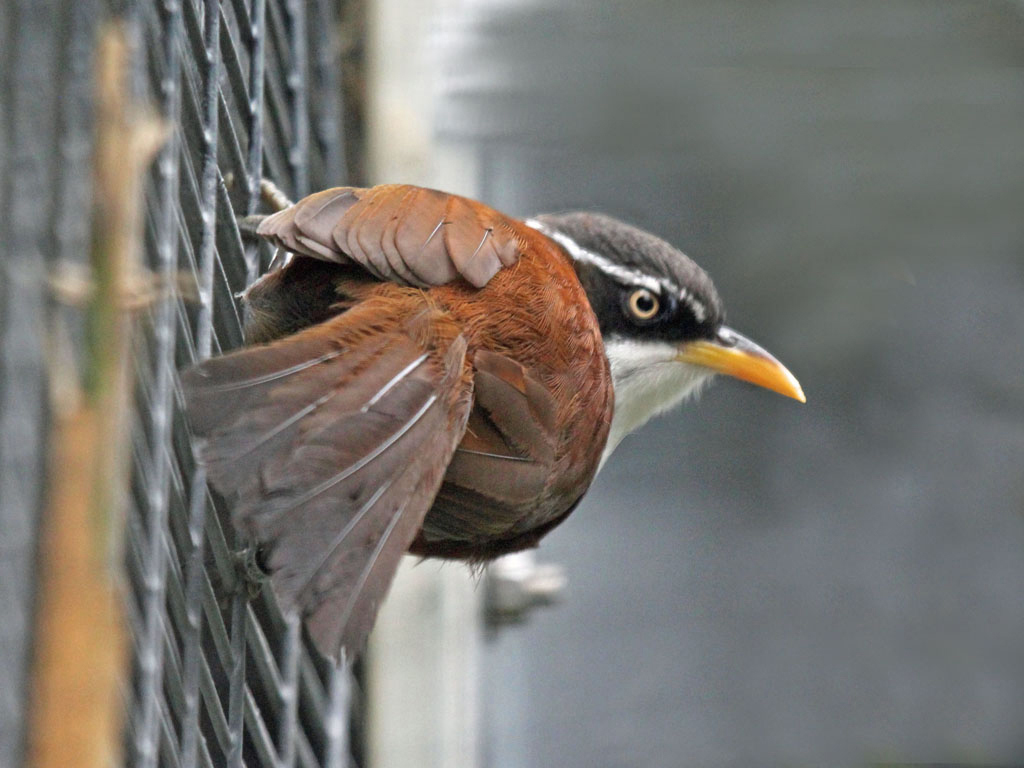